# Independent Media
Independent Media (ロシア語: Индепендент Медиа = 独立メディア、略称：IM）は、モスクワに本社を置くロシアの出版社。1867年、サンクトペテルブルクにて創業し、かつてはIndependent Media Sanoma Magazines（ロシア語: Индепендент Медиа Санома Мэгэзинс = 独立メディア・サノマ・マガジンズ、略称：IMSMまたはSanoma）と呼ばれた時期もあった。
世界最古の歴史（1867年創刊）を誇る女性向けのファッション誌 ハーパーズ バザー (Harper's BAZAAR)
などの雑誌が編集・発行されている。
同社の日本法人である株式会社HBジャパンは、2000年に「Harper's BAZAAR (日本版)」 を創刊している。

## 雑誌
- ハーパーズ バザー (Harper's BAZAAR)
- COSMOPOLITAN
- MAGIJA COSMO (МАГИЯ COSMO、マギヤ・コスモ)
- COSMOPOLITAN BEAUTY (コスモポリタン・ビューティー)
- COSMOPOLITAN SHOPPING (コスモポリタン・ショッピング)
- DOMASHNIJ OCHAG (ДОМАШНИЙ ОЧАГ、ドマシュニィ・オチャグ)
- MEN'S HEALTH
- SEASONS
- FHM
- YES! (イェス！)
- YES! ZVEZDY (YES! - ЗВЕЗДЫ、イェス！・ズヴェズドゥイ)
- POPULJARNAJA MEKHANIKA (ПОПУЛЯРНАЯ МЕХАНИКА、ポプリャルナヤ・メハニカ)
- AGROBIZNES (АГРОБИЗНЕС、アグロビズネス)
- TOP SANTÉ (トップ・サンテ)
- ROBB REPORT ROSSIJA (ROBB REPORT РОССИЯ)
- RUSSIA PROFILE
- HARVARD BUSINESS REVIEW ROSSIJA (HARVARD BUSINESS REVIEW РОССИЯ)
- SMARTMONEY
- VEDOMOSTI (ВЕДОМОСТИ、ヴェドモスチ)
- NA RUBLEVKE (НА РУБЛЕВКЕ、ナ・ルブレフケ)
- KLIJENTSKIJE ZHURNALY (КЛИЕНТСКИЕ ЖУРНАЛЫ、クリイェンツキイェ・ジュルナルィ)
- THE MOSCOW TIMES
- THE ST. PETERSBURG TIMES
- ESQUIRE
- YOGA JOURNAL
- GLORIA
- MILLIONAIRE FAIR

## 参照項目
- Hearst Shkulev Media（en:Hearst Shkulev Media） - 米国ハースト・コーポレーションの雑誌Marie claire、Elleなどをロシアで出版